# Ducado de Alagón

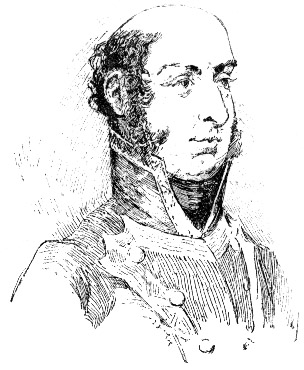
Francisco Fernández de Córdoba, I duque de Alagón. Ilustración de los Sres. Mestres y Sala, en las Memorias de un cortesano de 1815 de Benito Pérez Galdós (La Guirnalda y Episodios Nacionales, 1884)

Escudo de la Casa de Alagón, rama menor de la Casa condal de Sástago.

Escudo de la localidad de Alagón, provincia de Zaragoza

El ducado de Alagón fue un título nobiliario español, creado a título personal y no hereditario el 9 de junio de 1814 y por despacho real del 4 de agosto del mismo año, por el rey Fernando VII de España, a favor de Francisco Fernández de Córdoba y Glimes de Brabante, hijo de Francisco Cristóbal Fernández de Córdoba y Alagón Moncayo y Aragón, XI conde de Sástago con grandeza de España, III marqués de Peñalba, VI marqués de Calanda y I marqués de Aguilar de Ebro, y de su mujer María Felipa de Glimes de Brabante. El título se creó con carácter vitalicio, por lo que este fue su primer y único titular. Nunca nadie ha solicitado la rehabilitación de este título, por lo que actualmente es solo un título histórico.
Francisco Fernández de Córdoba y Glimes de Brabante, cambió su nombre por el de Francisco Ramón de Espés, al entrar en posesión de la baronía de Espés.

## Denominación
Su denominación hace referencia a la localidad de Alagón, en la provincia de Zaragoza.

## Duques de Alagón
|                           | Titular                                             | Periodo                   |
| Creación por Fernando VII | Creación por Fernando VII                           | Creación por Fernando VII |
| ------------------------- | --------------------------------------------------- | ------------------------- |
| i                         | Francisco Fernández de Córdoba y Glimes de Brabante | 1814-1841                 |
| Único titular             |                                                     |                           |

## Historia de los duques de Alagón
- Francisco Fernández de Córdoba y Glimes de Brabante (después Francisco de Espés), (Zaragoza, 4 de marzo de 1758-30 de noviembre de 1841),[2][3] I duque de Alagón, señor y barón de Espés, barón de Alfajarín. Fue Jefe de la Guardia de Corps de Fernando VII y su consejero y amigo personal. Le concedió el grado de Capitán General. Es un personaje ampliamente citado en la obra Memorias de un cortesano de 1815 que forma parte de los Episodios Nacionales de Pérez Galdos. También es mencionado en La araña negra (1893), de Vicente Blasco Ibáñez: ":“Baselga llegó a Madrid en 1815, o sea cuando estaba en su período álgido la reacción, cuando el pueblo era feliz gritando: “¡Vivan las cadenas y la Inquisición!”, y España entera adoraba una trinidad tan respetable como la católica, compuesta por Fernando “el Deseado”, el ex-aguador Chamorro, bruto con suerte, que tenía el privilegio de provocar la carcajada real relatando chuscadas del Matadero, y el citado duque de Alagón, personaje respetable y necesario para la felicidad del Estado, cuyas funciones consistían en llevar la cuenta de los conventos de monjas que esperaban la visita de Su Majestad y acompañar al monarca en sus excursiones nocturnas a casa de Pepa “la Naranjera”, o alguna otra notabilidad manolesca que tenía el privilegio de distraer el fastidio de aquel a quien los predicadores de la época ponían en parangón con Dios".[4]

Casó, en primeras nupcias, el 8 de diciembre de 1802, con María del Pilar de Silva y Palafox,condesa de Castellflorit, hija de Pedro Alcántara Fernández de Híjar y Abarca de Bolea, IX duque de Híjar, de Lécera, conde-duque de Aliaga, V duque de Bournonville, etc. y de Rafaela de Palafox Guzmán Centurión, hija de Joaquín de Rebolledo y Palafox, VI marqués de Ariza. Sin descendencia. Contrajo un segundo matrimonio el 15 de septiembre de 1837 con Ignacia Ramona Sancho de quien tampoco hubo descendencia. Tuvo una hija natural de su amante Tomasa Josefa Rita de Yust y Ortiz llamada Margarita Josefa de Espés y Fernández de Córdoba, señora de las baronías de Espés y Alfajarín, legitimada por el rey Fernando VII por real decreto de 18 de mayo de 1817, que contrajo matrimonio con Félix de Valón y Gramontel, I barón de Mora.